# Campeonato Mundial de Esgrima de 1959
O Campeonato Mundial de Esgrima de 1959 foi a 29ª edição do torneio organizado pela Federação Internacional de Esgrima (FIE). O evento foi realizado em Budapeste, Hungria. 

## Resultados
Os resultados foram os seguintes. 
Masculino
| Evento             | Ouro | Prata | Bronze                                                                                                   |
| Espada individual  | União Soviética · Bruno Kharbarov                                                                                     | Reino Unido · Allan Jay                                                                                            | Itália · Giuseppe Delfino                                                                                |
| Espada por equipe  | Hungria · Árpád Bárány · Tamás Gábor · István Kausz · József Sákovics                                                 | União Soviética · Arnold Chernushevich · Valentin Chernikov · Bruno Jabarov · Vitali Chodosovski · Guram Kostava   | França · Claude Bourquard · Claude Brodin · Jacques Guittet · Gérard Lefranc · René Queyroux             |
| Florete individual | Reino Unido · Allan Jay                                                                                               | França · Claude Netter                                                                                             | União Soviética · Mark Midler                                                                            |
| Florete por equipe | União Soviética · Mark Midler · Yuri Rudov · Yuri Sisikin · Guerman Sveshnikov · Viktor Zhdanovich                    | Alemanha Ocidental · Jürgen Brecht · Timothäus Gerresheim · Dieter Schmitt · Jürgen Theuerkauff · Manfred Urschel  | Hungria · Ferenc Czvikovszky · Mihály Fülöp · József Gyuricza · Jenő Kamuti · Kazmer Pacsery             |
| Sabre individual   | Hungria · Rudolf Kárpáti                                                                                              | Hungria · Tamás Mendelényi                                                                                         | Polónia · Jerzy Pawłowski                                                                                |
| Sabre por equipe   | Polónia · Emil Ochyra · Jerzy Pawłowski · Andrzej Piątkowski · Włodzimierz Wójcicki · Wojciech Zabłocki · Ryszard Zub | Hungria · Gábor Delneky · Aladár Gerevich · Zoltán Horváth · Rudolf Kárpáti · Tamás Mendelényi · József Szerencsés | União Soviética · Yevgueni Cherepovski · Lev Kuznetsov · Umiar Mavlijanov · Yakov Rylski · David Tyshler |

Feminino
| Evento             | Ouro                                                                                        | Prata | Bronze                                                                        |
| Florete individual | União Soviética · Emma Yefimova                                                             | União Soviética · Galina Gorokhova                                                                              | União Soviética · Tatyana Petrenko-Samusenko                                  |
| Florete por equipe | Hungria · Katalin Juhász · Magdolna Kovács · Ildikó Rejtő · Lídia Dömölky · Györgyi Székely | União Soviética · Galina Gorojova · Emma Yefimova · Tatiana Petrenko · Valentina Prudskova · Alexandra Zabelina | Alemanha Ocidental · Helmi Höhle · Helga Mees · Heidi Schmid · Rosemarie Weiß |

## Quadro de medalhas
País sede
| Ordem | País               | Medalha de ouro | Medalha de prata | Medalha de bronze |    |
| ----- | ------------------ | --------------- | ---------------- | ----------------- | -- |
| 1     | União Soviética    | 3               | 3                | 3                 | 9  |
| 2     | Hungria            | 3               | 2                | 1                 | 6  |
| 3     | Grã-Bretanha       | 1               | 1                |                   | 2  |
| 4     | Polónia            | 1               |                  | 1                 | 2  |
| 5     | França             |                 | 1                | 1                 | 2  |
|       | Alemanha Ocidental |                 | 1                | 1                 | 2  |
| 7     | Itália             |                 |                  | 1                 | 1  |
| TOTAL | TOTAL              | 8               | 8                | 8                 | 24 |